# Tom Clancy’s Ghost Recon Breakpoint
Tom Clancy’s Ghost Recon Breakpoint ist ein taktisches Open-World-Spiel, das von Ubisoft Paris entwickelt wird und am 4. Oktober 2019 erschienen ist. Es ist das elfte Spiel der Ghost-Recon-Reihe und ist ein Sequel zu Tom Clancy’s Ghost Recon Wildlands. Zum Releasetermin ist das Spiel für Windows, Xbox One, PlayStation 4 und auf Google Stadia veröffentlicht worden.

## Handlung
Das Spiel spielt auf der fiktiven Insel Auroa im Pazifischen Ozean. Als ein amerikanisches Frachtschiff in der Nähe versinkt, wird der Spieler als Nomad, der Teil einer Operation einer Eliteeinheit namens "Ghosts" ist, auf die Insel geschickt, um den Vorfall zu untersuchen. Jedoch werden ihre Hubschrauber auf der Insel von etwas unbekanntem abgeschossen und sie stürzen ab. Fast alle überlebenden Ghosts werden kurz darauf von der geheimnisvollen Eliteeinheit "Wolves" unter der Leitung von Walker, einem alten Kameraden von Nomad, exekutiert. Der Spieler hat von nun an die Aufgabe, die Geheimnisse der Insel zu lüften und sich an den "Wolves" zu rächen.

## Entwicklung
Im Vorgänger Wildlands wurde ein kostenloser Download-Content mit dem Namen Operation Oracle angeboten. Dieser stellte den Hauptcharakter dieses Titels vor. Am 10. Mai 2019 wurde das Spiel mit einem ersten Trailer gezeigt. Ausführlicher vorgestellt wurde es dann auf der Ubisoft-Pressekonferenz auf der E3 im Juni 2019.
Für das Spiel wurden zwei Download-Content-Pakete mit den Namen Deep State und Transzendenz angekündigt. Vor dem Release gab es einen Betatest des Spiels.

## Herunterladbare Inhalte

### Project Titan
Das im November 2019 veröffentlichte erste Raid-Event von Breakpoint, Project Titan, findet auf der bisher unzugänglichen Golem-Insel statt, wo Nomad die Aufgabe hat, die "Titan"-Drohnen von Skell Tech zu zerstören und Sentinel daran zu hindern, weitere herzustellen.

### Terminator
Beginnend mit der Veröffentlichung der ersten Mission am 29. Januar und der zweiten Mission am 1. Februar 2020 bietet die Erweiterung zwei Missionen, in denen der Terminator eine Rolle spielt. In der ersten Mission wird Nomad von Maria Schulz beauftragt, eine Frau in Sentinel-Haft zu finden, die es geschafft hat, mehrere bewaffnete Drohnen im Alleingang auszuschalten. Bei der Untersuchung des Notfallzentrums in Mount Hodgson stößt Nomad auf eine Frau, die sich als Rasa Aldwin identifiziert, eine Zeitreisende, die aus der Zukunft geschickt wurde, um nach Nomad zu suchen. Als sie jedoch ihre Situation erklärt, gelingt es einem T-800 Terminator, ihren Standort aufzuspüren und sie sind gezwungen zu fliehen. Auf dem Weg zu Rasas Werkstatt erklärt sie, dass in ihrer Zeitlinie in vierzig Jahren eine künstliche Intelligenz namens Skynet für die Entwicklung der Maschinen für infiltrationsbasierte Attentatsmissionen verantwortlich sein wird. Im Versteck erhält Nomad ein Gewehr, das speziell zur Zerstörung der Maschinen entwickelt wurde, und schickt Rasa nach Erewhon. In der zweiten Mission beauftragt Rasa Nomad, die unerklärliche Anwesenheit mehrerer Terminatoren auf Auroa zu untersuchen und herauszufinden, was ihr wahrer Grund für die Anwesenheit auf der Insel ist. Nachdem er einen Peilsender an einem Array installiert und seltsame elektromagnetische Muster entdeckt hat, die von einer zusammengesetzten Anlage in Smuggler Coves ausgehen, findet Nomad heraus, dass die Maschinen die Anlage in eine Fabrik umgewandelt haben, um mit der Massenproduktion von Terminatoren in der Gegenwart zu beginnen. Im Kontrollraum angekommen, stößt Nomad auf den T-800, dem er ursprünglich in der ersten Mission begegnet ist und der nun die Kontrolle über die Anlage hat. Nachdem er den T-800 bekämpft und zerstört hat, versiegelt Nomad die Luftschleuse, die in die Produktionsanlage führt, als diese sich selbst zerstört; die verbleibenden Terminatoren sind darin gefangen. Da alle verbliebenen Terminatoren auf Auroa zerstört wurden und die Bedrohung durch Skynet nun gebannt ist, beschließt Rasa, in der Gegenwart in Erewhon zu bleiben. 

### Deep State
Der DLC Deep State vom Frühjahr 2020 bietet eine Verbindung zu Tom Clancy’s Splinter Cell, wobei der Schauspieler Michael Ironside die Rolle des Sam Fisher wieder aufnimmt. Fisher wird zusammen mit seinem Freund Victor Coste nach Auroa entsandt, unter dem Vorwand, für dessen private Sicherheitsfirma Paladin 9 zu arbeiten. Während Coste vordergründig an der Seite von Sentinel arbeitet, um logistische Unterstützung zu leisten, untersucht das Duo in Wirklichkeit die Entführungen von Militärspezialisten, die auf eine Person auf der Insel zurückgeführt werden, die als "The Strategist" bekannt ist. Fisher und Nomad beschließen, sich zusammenzutun, als sich herausstellt, dass Midas noch lebt und vom Strategen für ein streng geheimes Programm namens Projekt CLAW festgehalten wird; eine künstliche Intelligenz, die menschengesteuerte Drohnenschwärme ermöglicht, die für militärische Zwecke eingesetzt werden können. After making contact with and enlisting the help of system analyst Hollie Mackenzie, entomologist Willem Van Dyke, patent legal advisor Stephanie Burgess, and former US Army general Reggie Paxton, Nomad and Fisher discover that The Strategist is Leon Fairrow, a billionaire industrialist and head of weapons manufacturing conglomerate Lomax-Fairrow. Fairrow und sein Partner, der US-Senator Michael Lomax, sind Teil einer Verschwörung, an der hochrangige Mitglieder verschiedener US-Regierungsstellen und privater Entwicklungsfirmen beteiligt sind, um die Drohnen zu entwickeln. Da die CIA und das Verteidigungsministerium befürchteten, dass Fairrow unzuverlässig war und die Entführungen besorgniserregend waren, hatten sie Fourth Echelon gebeten, Nachforschungen anzustellen. Nachdem sie die Forschungseinrichtung von Projekt CLAW infiltriert haben und gegen eine Reihe von Drohnen antreten, gelingt es Fisher und Nomad, Fairrow gefangen zu nehmen und Midas zu retten, der nach Erewhon evakuiert wird, um sich mit Holt zu erholen. In der Zwischenzeit gelingt es Fisher und Coste durch ein kurzes Fenster, das Mackenzie im Drohnenschwarm, der die Insel schützt, zur Verfügung stellt, an Bord der C-147B Paladin mit Fairrow im Schlepptau zu evakuieren und ihn zu zwingen, vor dem Kongress auszusagen; in der Hoffnung, dass seine Aussage sie davon überzeugt, offiziell eine US-Militärinvasion auf Auroa zu starten, um Sentinel vom Archipel zu entfernen. 

### Red Patriot
Der DLC für Herbst 2020 bietet die Rückkehr von Scott Mitchell aus Tom Clancy’s Ghost Recon: Future Soldier als Kommandant der Ghosts und Nomads Vorgesetzter. Mitchell informiert Nomad, dass sich Trey Stone nach dem Scheitern von Wonderland und Projekt CLAW mit den Überresten von Raven's Rock und Bodark verbündet hat, denen Mitchell zuvor in Future Soldier begegnet war. Mit der Hilfe von Raven's Rock plant Stone einen massiven Angriff auf die Vereinigten Staaten mit dem Namen "Operation Kingmaker", bei dem er Drohnen mit chemischen Waffen, die von Bodark zur Verfügung gestellt werden, einsetzt, um einen Massenmord an US-Offiziellen durchzuführen, der es dem designierten Überlebenden von Kingmaker ermöglicht, die Kontrolle über die amerikanische Regierung zu übernehmen. Mitchell beauftragt Nomad damit, Stones Verbündete aufzuspüren und zu eliminieren und Schlüsselkomponenten von Kingmaker zu zerstören, um den Angriff zu vereiteln. Nachdem Nomad sich um Bodark gekümmert hat, verfolgt er Stone zu einer Skell-Tech-Fabrik, wo Stone enthüllt, dass er beabsichtigt, die Drohnen mit den chemischen Waffen gegen den gesamten Auroa-Archipel einzusetzen, um sich dafür zu rächen, dass die Ghosts seine Pläne vereitelt haben. Mit der Unterstützung der Outcasts und Haruhi Ito kann Nomad Stone aufhalten, ihn töten und die Drohnen zerstören, bevor sie aktiviert werden können.

### Amber Sky
Das MLK-Wochenende 2021, teaserte am 14. Januar eine neue Mission mit Tom Clancy’s Rainbow Six Siege, Ubisofts offizieller Website und all seinen globalen YouTube-Kanälen an. Das Rainbow-Six-Siege-Team wurde zuletzt 2019 mit Ghost Recon in Bolivien gesehen, wo es den Ghosts dabei half, den Bruder eines Rainbow-Kollegen vor dem Santa-Blanca-Drogenkartell zu retten. Dieses Mal tun sie sich zusammen, um es mit abtrünnigen Sentinel-Kräften aufzunehmen. 

## Synchronisation
Die Lokalisation des Spiels wurde von der mouse power GmbH unter der Regie von Wiebke Westphal, Florian Köhler und Elisabeth Grünwald realisiert.
| Rolle              | Deutscher Sprecher   |
| ------------------ | -------------------- |
| Nomad (Mann)       | Tobias Brecklinghaus |
| Nomad (Frau)       | Daniela Bette-Koch   |
| Walker             | Martin Kautz         |
| Alice B. Smith     | Giuliana Jakobeit    |
| Alice Xavier       | Bianca Krahl         |
| Ayana Puri         | Victoria Sturm       |
| Ballard            | Peter Flechtner      |
| Becker             | Kaya Möller          |
| Christina Cromwell | Marianne Graffam     |
| Coleman            | Christin Marquitan   |
| Gibson             | Peter Lontzek        |
| Daigoroh Ito       | Dirk Petrick         |
| Dr. Carter         | Cornelia Waibel      |
| Dr. Romero         | Tanya Kahana         |
| Dr. Stahr          | Julius Jellinek      |
| Faye               | Tanja Fornaro        |
| Grace Maddox       | Peggy Sander         |
| Harmony            | Moira May            |
| Haruhi Ito         | Nicole Hannak        |
| Holt               | Arne Obermeyer       |
| Ian Blake          | Bodo Wolf            |
| Mads Schulz        | Oliver Stritzel      |
| Maria Schulz       | Julia Kaufmann       |
| Maurice Fox        | Uwe Büschken         |
| Paula Madera       | Sabine Arnhold       |
| Trey Stone         | Michael Iwannek      |

## Rezeption
Dimitry Halley von GameStar bemängelte viel verschenktes Potenzial. Das Konzept gehe als Service Game Loot-Shooter nicht auf. Lange Laufwege, eine wenig interessante Spielwelt, schlechte Gegner-KI trüben den Spielspaß. Das Schleichen käme zu kurz. Vor allem behindern technische Mängel eine höhere Wertung. Für Dennis Hiller von GamersGlobal sei Breakpoint ebenfalls ein Rückschritt. Die nichtmenschlichen Gegner mit ihren hohen Trefferpunkten würden den Spielfluss stören. Auch die Rahmenhandlung falle schnell ab. Marcel Kleffmann von 4Players merkte an, dass zu viele Genres inkonsistent vermischt werden. So wirke der Survival-Aspekt überflüssig und das Beutesystem überladen. Es verliere dabei seinen Charakter als Taktik-Shooter. Die Schwächen offenbaren sich für Martin Woger vor allem dann, wenn man das Spiel alleine spiele. Für Sascha Göddenhoff von Gameswelt leide Breakpoint an der zentralen Fehlentscheidung mehrere Spielkonzepte, die nicht miteinander harmonieren, zu kombinieren. Die technische Umsetzung auf der PlayStation 4 sei durchwachsen. Dabei blieben die einfachen Missionen für Matti Sandqvist von PC Games eher belanglos und die Handlung klischeehaft. Laut Eirik Hyldbakk Furu von Gamereactor leide das Spiel an der aufgezwungenen Ubisoft-Formel. Das Resultat sei laut M! Games zwar spannend aber auch zäh und repetitiv.